# Croce del Popolo

Croce del Popolo

La Croce del Popolo è uno dei simboli araldici della Repubblica di Firenze, composto da uno scudo d'argento alla croce rossa.

## Storia
Questo simbolo, comune a molte città italiane, risale ai tempi della Lega Lombarda, quale simbolo di libertà e di governo popolare, tanto essere tuttora la base dello stemma di Milano, di Genova e di altre città.
A Firenze questa insegna identificava il Capitano del Popolo almeno dal 1250, quale ufficiale supremo del Comune, che amministrava le cose criminali ed eseguiva le sentenze; dal 1289 identificò il Gonfaloniere di Giustizia, che subentrò come suprema carica, anche dopo gli Ordinamenti di giustizia. Egli aveva il ruolo di difendere il "popolo" dalla violenza dei "Grandi" (le famiglie nobili e magnatizie), inoltre rappresentava il magistrato supremo a capo di tutte le magistrature, nonché il garante dell'ordine pubblico e del rispetto delle leggi, grazie a un corpo di mille armati.
La Croce del Popolo si trova su molti edifici cittadini vicina al giglio fiorentino, allo stemma della Parte Guelfa e agli altri emblemi cittadini. Ad esempio si vede sul camminamento di palazzo Vecchio, sulla loggia della Signoria, residenza dell'Opera di Santa Maria del Fiore, sulle porte cittadine e sui portali delle sedi delle Arti. Negli edifici privati erano le stesse famiglie ad apporre lo stemma dopo essersi dichiarate "popolane" per poter continuare ad accedere alle cariche politiche dopo gli Ordinamenti di Giano della Bella.